# Kameralamt Beutelsbach
Das Kameralamt Beutelsbach war eine Einrichtung des Königreichs Württemberg, die im Amtsbezirk Besitz und Einkommen des Staates verwaltete. Es bestand von 1807 bis 1837 in Beutelsbach. Das Kameralamt wurde im Rahmen der Neuordnung der Staatsfinanzverwaltung im Königreich Württemberg geschaffen. 

## Geschichte
Gemäß Erlass vom 14. Juli 1807 erhielt das Kameralamt Beutelsbach das Patrimonialamt Aichelberg zugeteilt. 
Laut Anordnung vom 6. Juni 1819 wurde dem Kameralamt Beutelsbach der Einzug der Gefälle aus den Forstrevieren Engelberg und Geradstetten des Forstamts Schorndorf übertragen. 
Auf Grund der Verordnung vom 26. September 1836 wurde das Kameralamt Beutelsbach aufgelöst. Zugeteilt wurden dem Kameralamt Eßlingen der Ort Schanbach mit Lobenrot. Dem Kameralamt Schorndorf wurden die Orte Aichelberg, Aichschieß mit Krummhardt, Baach, Baltmannsweiler, Beutelsbach, Grunbach mit Osterhof, Hegenlohe, Schnait mit Saffrichhof, Thomashardt zugeteilt. Und dem Kameralamt Waiblingen wurden die Orte Großheppach und Strümpfelbach zugeteilt.